# Lulu Antariksa
Lauren „Lulu“ Antariksa (* 22. srpna 1995, Los Angeles, Kalifornie, USA) je americká herečka a zpěvačka. V současné době hraje v internetovém seriálu Ozn@čená a seriálu stanice The CW Odkaz.

## Život a kariéra
Antariksa se narodila v Kalifornii, a to indonéskému otci a německé matce. O herectví se začala zajímat na střední škole v Kalifornii.
Zahrála si v seriálech American Family, Svět podle Jima, Pohotovost, Head Cases, Můj přítel Monk, Zoey 101, Jak být za hvězdu a Gemini Divison.
Středoškolačku Rowan hraje od roku 2016 v seriálu Ozn@čená. Od roku 2018 hraje vedlejší roli čarodějnice Penelope Park v seriálu stanice The CW Odkaz. V roce 2018 si zahrála hlavní roli v thrillerovém filmu What Still Remains.

## Filmografie

### Film
| Rok  | Název              | Role | Poznámky |
| ---- | ------------------ | ---- | -------- |
| 2018 | What Still Remains | Anna |          |

### Televize
| Rok        | Název               | Role                | Poznámky                           |
| ---------- | ------------------- | ------------------- | ---------------------------------- |
| 2002       | American Family     | Lina                | díl: „The Masked Eagle: Part 1“    |
| 2003       | Svět podle Jima     | Madeline            | díl: „Slumber Party“               |
| 2004       | Pohotovost          | Anna                | díl: „Nejistota“                   |
| 2005       | Head cases          | Erica               | díl: „Malpractice Makes Perfect“   |
| 2006       | Můj přítel Monk     | Šeptající dítě č. 1 | díl: „Pan Monk a stávka popelářů“  |
| 2008       | Zoey 101            | Dívka ze 7. třídy   | díl: „Anger Management“            |
| 2008       | Gemini Divison      | Mladá Anna          | díl: „In the Region of Ice“        |
| 2012       | Jak být za hvězdu   | Stevie Baskara      | hlavní role                        |
| 2012       | Figure It Out       | Samu sebe           | 7 dílů                             |
| 2013       | Jessie              | Victoria Montesano  | díl: „Break-Up a Shape-Up“         |
| 2014       | Nakopni to          | Grey Cole           | díl: „Návrat Spyfall“              |
| 2016       | Crazy Ex-Girlfriend | Kayla               | díl: „I'm Back at Camp with Josh!“ |
| 2018–dosud | Legacy              | Penelope Park       | vedlejší role                      |

### Internet
| Rok        | Název           | Role          | Poznámky    |
| ---------- | --------------- | ------------- | ----------- |
| 2013–2015  | Vedlejší efekty | Lexi Connolly | hlavní role |
| 2016–dosud | Ozn@čená        | Rowan Fricks  | hlavní role |

### Hudební video
| Rok  | Píseň             | Umělec              |
| ---- | ----------------- | ------------------- |
| 2012 | „Lightning“       | Kurt Hugo Schneider |
| 2012 | „All Your Love“   | Daniel Durston      |
| 2012 | „Maroon 5 Medley“ | Kurt Hugo Schneider |